# Кършехир
Кършехир (на турски: Kırşehir) е град и административен център на вилает Кършехир в Централна Турция. Населението му е 153 511 жители (2018 г.). Разположен е на 1027 метра н.в. Пощенският му код е 40xxx, а телефонният 0386.